# 楊維漢
白雲（1917年8月—1982年8月27日），本名楊維漢，1940至1950年代著名演員，走紅於上海,後在香港及台灣發展。祖籍廣東大埔，一生演出兩百多齣國語、粵語及閩南語電影。

## 生平
- 白雲生於美國殖民地夏威夷檀香山，後隨家人移民新加坡，中學畢業後，他到南京、上海及北平就學，並加入「戲劇協會」，後來到香港拍電影，以藝名：「羅漢」參演《春情烈火》等多齣粵語片，其後以藝名「白雲」走紅上海。[3]。
- 1938年, 他被張善琨發掘,從香港到上海發展，加盟「國華影片公司」參演《夜明珠》、《七重天》、《新地獄》等多齣電影，獲得好評。1940年與金嗓子周璇合演的《三笑》、《西廂記》、《惱人春色》等電影極為轟動，隨後的《天涯歌女》、《紅杏出牆記》更成為當年賣座電影。
- 在20世紀40年代的上海，白雲以風度翩翩、俊朗瀟洒的形像大受影迷歡迎, 被譽為東方的泰倫鮑華(Tyrone Power)，或東方的華倫天奴(Rudolph Valentino）；他曾與好些女星傳出緋聞。[4]，故也有「風流小生」之稱號。
- 1941年的太平洋戰爭後，白雲退出受日軍控制的「中華電影公司」，到北平、天津、濟南及大連等地演出話劇。
- 1944年，白雲（楊維漢）到了四川省的重慶，加盟「中國電影製片公司」，拍攝愛國電影《血濺櫻女》。
- 第二次世界大戰後，白雲暫回香港，在「大中華」與陳娟娟合演《桃花依舊笑春風》。
- 1947年，白雲正式定居香港，拍攝多齣粵語、國語及廈語電影。
- 20世紀50年代加盟邵氏，演出60多齣電影。
- 1962年4月17日（星期二）午夜，白雲與電影演員盧家驊聯袖到「皇宮酒樓」吃夜宵，因邀請歌女施詩（陳少英）伴舞不遂，竟大動肝火，以掌摑她，並以碗仔翅潑她。1962年6月6日星期三被九龍裁判署法官聆聽雙方証供後，裁定白雲（楊維漢）毆打罪名成立，判簽保港幣150元，一年內守行為[2]。
- 1965年，他移民臺灣尋求發展，經營一家小酒店，然而生意慘淡。
- 1982年8月27日傍晚，他的遺體在日月潭畔一座六角亭內被人發現，研判為服毒死亡。因遺體無人認領，魚池鄉公所將他埋葬在魚池鄉第十二公墓內。9月2日，他在演員訓練班任導師時代的學生歐陽莎菲，建議演員工會派代表前住日月潭將他的遺體火化並將骨灰運返臺北市，放在寺廟讓人祭弔[5]。9月5日，台北電影電視演員工會理事長葛香亭率吳文超、高寶樹、歐陽莎菲、曹健、錢璐、周仲廉、蔣青峰等資深藝人及白雲的堂姪女楊吟英前往魚池鄉悼祭，在鄉長許錦田陪同下前往白雲墳前，見墳墓極為簡陋，墓碑都闕如，不禁落淚，歐陽莎菲甚至一度哭倒墳前。眾人商定之後將重修墳墓並立基碑，以供後人憑弔[1]。

## 私生活
白雲行三，家中有二姊、二妹、一弟，其妹東方明珠，亦為電影演員。
白雲曾與羅舜華有過一段婚姻，並育有二子，其中一子夭折，另一子名楊建辰。楊建辰長年居於英國，與白雲極少連繫，因此亦未處理其後事。

## 導演作品
1. 唐伯虎點秋香（1950年）
2. 新琵琶記（1952年）
3. 瀟湘夜雨（1953年）
4. 仙女下凡（1954年）
5. 唐伯虎點秋香（下集）（1954年）
6. 烏白蛇（上集）（1954年）
7. 烏白蛇（下集）（1954年）

## 演出作品
1. 西廂記（1940年）
2. 洞房花燭夜（1947年），飾演梁紹宗
3. 除卻巫山不是雲（1947年）
4. 桃花依舊笑春風（1947年），飾演張平
5. 沙三少與銀姐（1947年），飾演沙三少
6. 妻嬌郎更嬌（1947年）
7. 儂本多情（1947年）
8. 海角紅樓（下集）（1947年），飾演上官建青（六郎）
9. 恨鎖瓊樓（1947年）
10. 海角紅樓（上集）（1947年），飾演上官建青（六郎）
11. 難測婦人心（1947年），飾演楊超然
12. 情深恨更深（1947年），飾演林子青
13. 四代同堂（1948年），飾演葉志超
14. 龍鳳呈祥（1948年），飾演張振華
15. 武松大鬧獅子樓（1948年）
16. 紅顏未老恩先斷（1948年）
17. 好女兩頭瞞（1948年）
18. 再生緣（1948年）
19. 金粉世家（上下集）（1948年），飾演金燕西
20. 得心應手（1948年）
21. 玉樓情劫（1948年）
22. 雙飛蝴蝶夢（1948年）
23. 雲雨巫山枉斷腸（1949年），飾演張百濤、張少彬
24. 幪面美人（1949年），飾演伍少峰
25. 不是冤家不聚頭（1949年），飾演方二少爺
26. 宏碧緣（1949年），飾演駱宏勳
27. 地獄金龜（1949年），飾演秦仲瑜
28. 萬里長城（1949年）
29. 錦繡天堂（1949年），飾演周廷訓
30. 癡心女子負心郎（1949年），飾演張芝庭
31. 妒潮（1950年），飾演成立
32. 女俠胭脂虎（1950年），飾演銀槍俠
33. 罪惡鎖鍊（下集）（1950年），飾演常乃堅
34. 脂粉豺狼（1950年），飾演歐陽方
35. 兒心碎母心（1950年）
36. 花開蝶滿枝（1950年）
37. 花落紅樓（1950年）
38. 油漆未乾（1950年）
39. 唐伯虎點秋香（1950年）
40. 魔鬼家庭（1950年），飾演雷展雲
41. 罪惡鎖鍊（上集）（1950年），飾演常乃堅
42. 賣油郎獨佔花魁女（1950年），飾演賣油郎秦重
43. 生無可戀甘為鬼（1950年）
44. 人海萬花筒（1950年）
45. 紅拂女（1951年）
46. 海上女霸王（1951年）
47. 午夜魂歸（1951年）
48. 火燒連環船（1951年）
49. 彩鳳戲雙龍（1951年）
50. 再生緣（1951年）
51. 魔宮妖后（1951年）
52. 孽緣（1952年）
53. 迷宮四妖（1952年），飾演李龍
54. 香車美人（1952年）
55. 趙五娘（1952年）
56. 白蛇傳（續集）（1952年）
57. 滿園春色（1952年）
58. 別讓丈夫知道（1952年），飾演季向南
59. 白蛇傳（1952年）
60. 新琵琶記（1952年）
61. 玉堂春（1952年），飾演王金龍
62. 貂蟬（1953年）
63. 歌唱海棠紅（1953年）
64. 瀟湘夜雨（1953年）
65. 仙女下凡（1954年）
66. 唐伯虎點秋香（下集）（1954年）
67. 烏白蛇（下集）（1954年）
68. 斷腸風月（1956年）
69. 紅椵澇（1956年）
70. 移花接木（1957年）
71. 蘇秦假不第（1957年）
72. 風月奇案（1957年）
73. 金姑趕羊（1957年）
74. 青竹絲奇案（1957年）
75. 荒江女俠（1958年）
76. 少女懷春（1959年）
77. 潘金蓮（1964年）

## 編劇
1. 唐伯虎點秋香（1950年）
2. 仙女下凡（1954年）

## 外部連結
- 香港電影資料館：白雲參予電影的記錄[永久]
- 香港影庫：白雲 （页面存档备份，存于）
- 白雲的演出片斷 （页面存档备份，存于）